# شعبانلو (مشكين شهر)
شعبانلو هي قرية في مقاطعة مشكين شهر، إيران. عدد سكان هذه القرية هو 236 في سنة 2006.